# Allobaccha schistaceifrons
Allobaccha schistaceifrons är en tvåvingeart som först beskrevs av de Meijere 1929.  Allobaccha schistaceifrons ingår i släktet Allobaccha och familjen blomflugor. Inga underarter finns listade i Catalogue of Life.